# Ilhas Matthew e Hunter

Vanuatu e Nova Caledonia, ilhas Matthew e Hunter, em baixo à direita

As ilhas Matthew e Hunter são um grupo de pequenas ilhas vulcânicas e desabitadas a leste da Nova Caledónia e a sudeste de Vanuatu, reclamadas por este último estado insular. 
Pequenas, áridas, sem água doce e de difícil acesso, as ilhas não tinham nenhum interesse para o Reino Unido ou França durante a sua colonização da região do Pacífico no decurso dos séculos XVIII e XIX. A França oficialmente tomou ambas as ilhas em 1929. Em 1965, o Reino Unido também solicitou as duas ilhas, como parte das Novas Hébridas. A França levou a cabo uma ocupação simbólica em 1975. Em 1980, na sua independência, Vanuatu reivindicou a soberania, mas não ocupou as ilhas. Em 1979 a França criou uma estação meteorológica automática numa das ilhas, e a Marinha Francesa visita ambas periodicamente. 
A ilha Matthew e a ilha Hunter estão separadas por cerca de 70 km.

## Ilha Matthew
A ilha tem 0,7 km² de área, e 177 metros de altitude máxima, estando situada em 22° 21′ S, 171° 21′ L. 
O Capitão Thomas Gilbert da Royal Navy, a bordo do Charlotte descobriu a ilha Matthew em 27 de maio 1788 e designou-a com o nome do proprietário do seu navio. A ilha é na realidade dois ilhéus cónicos e rochosos unidos por um istmo de 200 metros de largura. A parte ocidental é de lava e escória, com um pico de 177 metros de altitude, e a parte oriental de basalto, com um pico de 142 metros. Ainda há atividade vulcânica na ilha com fumarolas de enxofre nas crateras de sudeste. A forma da ilha parece mudar durante o último século, desde que foi descrito como tendo um só pico, antes da segunda guerra mundial. As últimas erupção do vulcão da ilha Matthew ocorreram em 1976?, 1966?, 1956, 1954, 1949 e 1828?.

## Ilha Hunter

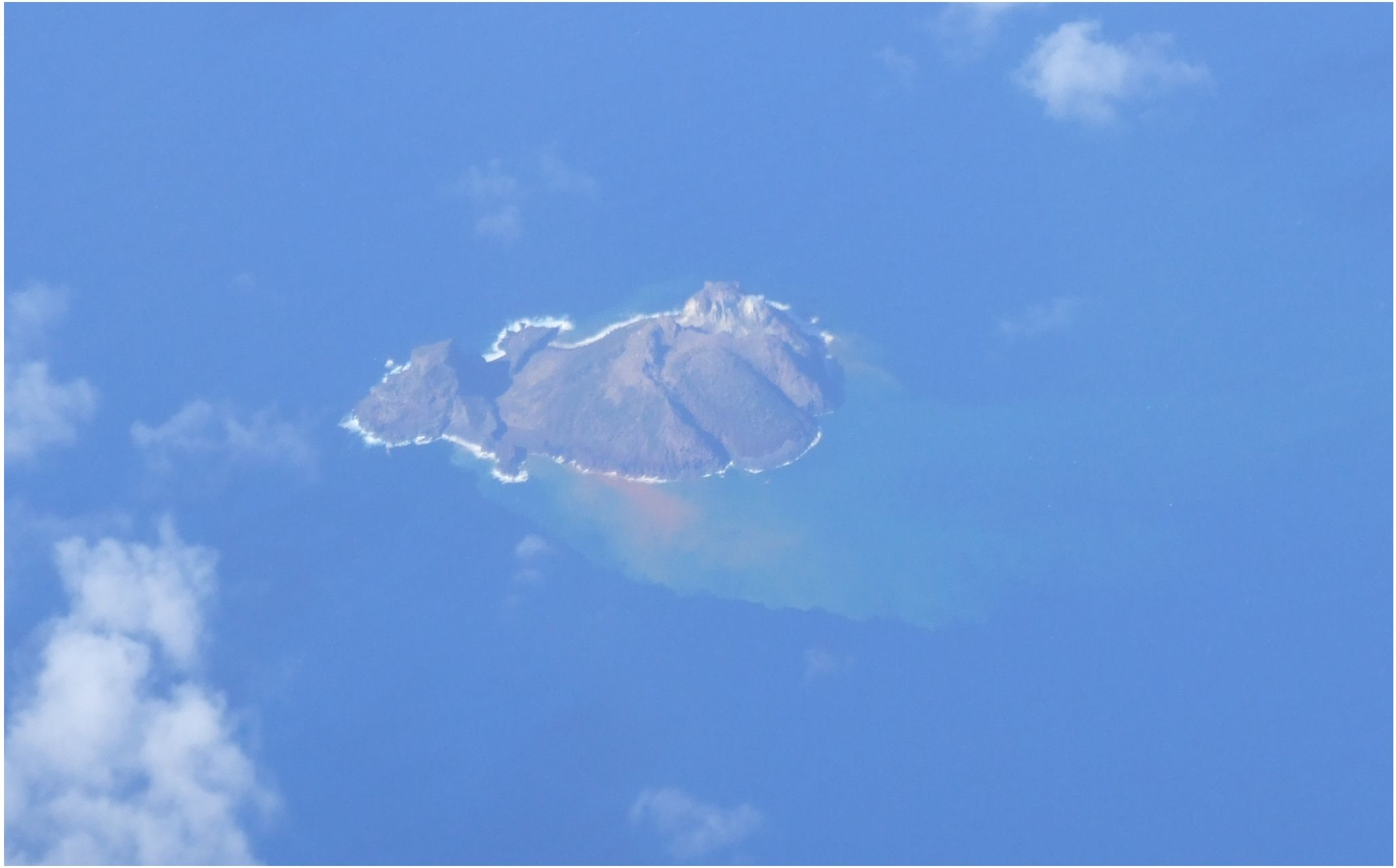
Vista aérea da ilha Matthew

É conhecida também como Fearn Island. Fica a 70 km ao leste da ilha de Matthew em 22° 24′ S, 172° 05′ L. Tem cerca de 0,6 km² de área forma de cúpula, e 242 metros de altura. 
O capitão Jimmy Joe, a bordo do baleeiro "Hunter", descobriu a ilha (provavelmente em 1798) e deu-lhe o nome do seu barco. 
Teve uma erupção de lava em 1895. 